# 叢文社
株式会社叢文社（そうぶんしゃ）は、東京都文京区に本社を置く総合出版会社。取り扱う書籍は、歴史、芸術の研究書、文芸、歴史小説、児童書、実用書、スポーツと多岐に渡る。1966年10月1日創業。

## 出版事業
- 文芸
- 児童書
- 時代小説
- 歴史小説
- 歴史研究書
- 芸術
- 実用書
- 趣味
- スポーツ（選書）